# Pelariga
Pelariga est une freguesia portugaise située dans le District de Leiria.
Avec une superficie de 24,65 km2 et une population de 2 291 habitants (2001), la paroisse possède une densité de 92,9 hab/km2.